# Distretto di Mueang Pathum Thani
Il distretto di Mueang Pathum Thani (in thailandese: เมืองปทุมธานี) è un distretto (amphoe) della Thailandia situato nella provincia di Pathum Thani, della quale è il capoluogo.